# Screamer (album)
Screamer è il sesto album in studio del gruppo musicale statunitense Third Eye Blind, pubblicato nel 2019.

## Tracce
1. Screamer (featuring Alexis Krauss) – 2:58
2. The Kids Are Coming (To Take You Down) – 2:45
3. Ways – 2:53
4. Tropic Scorpio – 3:12
5. Walk Like Kings – 3:26
6. Turn Me On – 4:05
7. Got So High – 3:29
8. Who Am I – 2:32
9. Light It Up – 3:48
10. 2X Tigers – 3:49
11. Take a Side – 2:53
12. Who Am I (acoustic) – 2:53

## Formazione
- Stephan Jenkins – voce
- Brad Hargreaves – batteria
- Kryz Reid – chitarra, cori
- Alex LeCavalier – basso, cori
- Colin Creev – tastiera, chitarra, voce